# 2G
A telefonia móvel de segunda geração (2G) não é um padrão ou um protocolo estabelecido, é uma forma de nomear a mudança de protocolos de telefonia móvel analógica para digital.
A chegada da segunda geração de telefonia móvel foi por volta de 1990 e seu desenvolvimento deriva da necessidade de poder ter um maior número de ligações simultâneas praticamente nos mesmos espectros de radiofrequência designados à telefonia móvel. Foram então introduzidos protocolos de telefonia digital que além de permitir mais conexões simultâneas com a mesma largura de banda, permitiam integrar outros serviços, que anteriormente eram independentes, no mesmo sinal, como o envio de mensagens de texto (SMS) e capacidade para transmissão de dados entre dispositivos de fax e modem.(...)
2G abarca vários protocolos distintos desenvolvidos por várias companhias e incompatíveis entre eles, o que limita a área de uso dos telemóveis às regiões com companhias que deram suporte.

## Protocolos de telefonia 2G
- GSM (Global System for Mobile Communications)
- TDMA Cellular PCS o IS-136 (conhecido também como TIA/EIA136 o ANSI-136) Sistema regulado pela Telecommunications Industy Association ou TIA
- CDMA (Code Division Multiple Access)
- D-AMPS Digital Advanced Mobile Phone System
- PHS (Personal Handyphone System) Sistema usado no começo no Japão pela companhia NTT DoCoMo com a finalidade de ter um padrão focado mais para a transferência de dados do que o resto de padrões 2G.